# Сплошной фронт

Участок сплошного фронта (оборонительные рубежи) немецких войск (зелёный цвет) во время боевых действий с 19 ноября по 24 декабря 1942 года, Операция «Уран», ВС СССР.

Сплошной фронт — оборонительный рубеж значительной протяженности, повсеместно насыщенный войсковыми частями, промежутки и стыки между которыми прикрыты имеющимися огневыми средствами (артиллерии, танков, стрелкового и другого оружия), а также инженерными заграждениями.

## История
Сплошной фронт создается с целью обеспечения контроля над всей территорией театра военных действий и пресечения обходных действий противника на флангах и в оперативном тылу.
Построение частей сплошным фронтом получило своё развитие в связи с возникновением концепции позиционной обороны, появлением массовых армий мобилизационного образца и возрастанием роли тылового обеспечения воинских соединений. Появление сплошного фронта обороны обусловило необходимость развития идеи прорыва.
В войнах 20 века при ведении оборонительных действий сухопутные войска стремились создать сплошные фронты большой протяжённости, непреодолимые для противника. Так, перед Мукденским сражением 1905 года укреплённые позиции трёх русских армий простирались на 155 километров по фронту и 20 — 25 километров в глубину. В годы Первой мировой войны 1914—1918 годов общая протяжённость линий сплошного фронта (1915 год), представлявших собой цепь укреплённых позиций с проволочными заграждениями, достигала 3 000 километров. В Великую Отечественную войну в оборонительных сражениях советских войск сплошной фронт, например в летне-осенней кампании 1941 года, составлял почти 4 000 километров.